# Hillsborough (New Brunswick)
Hillsborough ist ein Dorf im Albert County in der kanadischen Provinz New Brunswick mit 1277 Einwohnern (Stand: 2016). 2011 betrug die Einwohnerzahl 1350.

## Geographie
Hillsborough liegt am Ufer des Petitcodiac River. Moncton befindet sich rund 30 Kilometer entfernt im Norden, Hopewell Cape rund zehn Kilometer entfernt im Süden. Wegen der Nähe zur Küste der Bay of Fundy mit den eindrucksvollen Gezeiten bezeichnet sich der Ort als Eastern Gateway to the Fundy Tidal Zone. Durch Hillsborough führt die New Brunswick Route 114.

## Geschichte

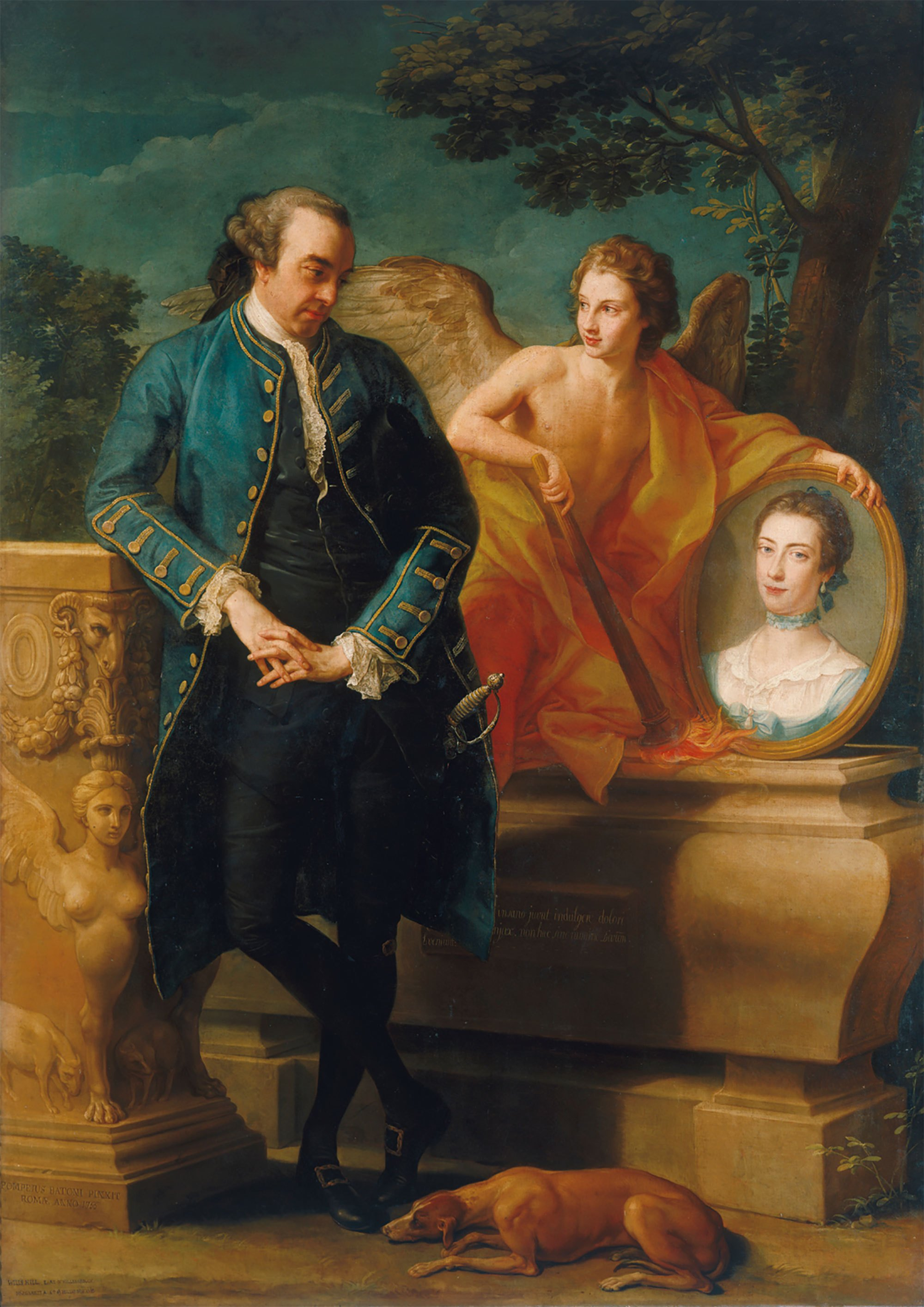
Wills Hill, Earl of Hillsborough

In den 1700er-Jahren betrieben Akadier Landwirtschaft in der Gegend und nannten den Ort Village-des-Blanchard. Im Rahmen des Siebenjährigen Krieges in Nordamerika kam es am 4. September 1755 zur Schlacht am Petitcodiac. Britische Einheiten zerstörten im Rahmen einer Strafexpedition die Siedlungen der Akadier am Fluss. Als die britischen Einheiten sich dem Dorf näherten, trafen sie auf französische Streitkräfte und wurde mit schweren Verlusten vertrieben.  Diese Gefecht wurde am 16. Mai 1918, als „Battle of Petitcodiac“, durch die kanadische Regierung zu einem „nationalen historischen Ereignis“ erklärt. Neue Siedler wanderten 1765 über Pennsylvania aus Deutschland ein. Der Ort wurde zu Ehren des Lord bzw. Earl of Hillsborough, der auch unter dem Namen Wills Hill, 1. Marquess of Downshire mit dem Zusatz Secretary of State and Lord Commissioner of Trade and Plantations bekannt ist, in Hillsborough umbenannt. Lebensgrundlage der Einwohner waren zunächst die Holzwirtschaft und der Schiffbau, später auch der Abbau von Gips aus Bergwerken. Nach der Inbetriebnahme der Intercolonial Railway im Jahr 1876 konnten diverse Güter außer auf dem Seeweg nun auch auf dem Schienenweg transportiert werden. Im November 1966 erhielt Hillsborough den administrativen Status Village, ähnlich einer Village in den Vereinigten Staaten. 
Aufgrund der Nähe zu den Sehenswürdigkeiten Hopewell Rocks und Fundy-Nationalpark gewinnt der Tourismus für Hillsborough zunehmend an Bedeutung und entwickelt sich zur Hauptlebensgrundlage für die Bevölkerung.

## Historische Gebäude und Museen
Mehrere antike Gebäude und Plätze in Hillsborough sind auf der List of Historic Places in Albert County gelistet. Dazu zählen: Arcadic Battle Field, Steeves House und Saint Mary’s Anglican Church.

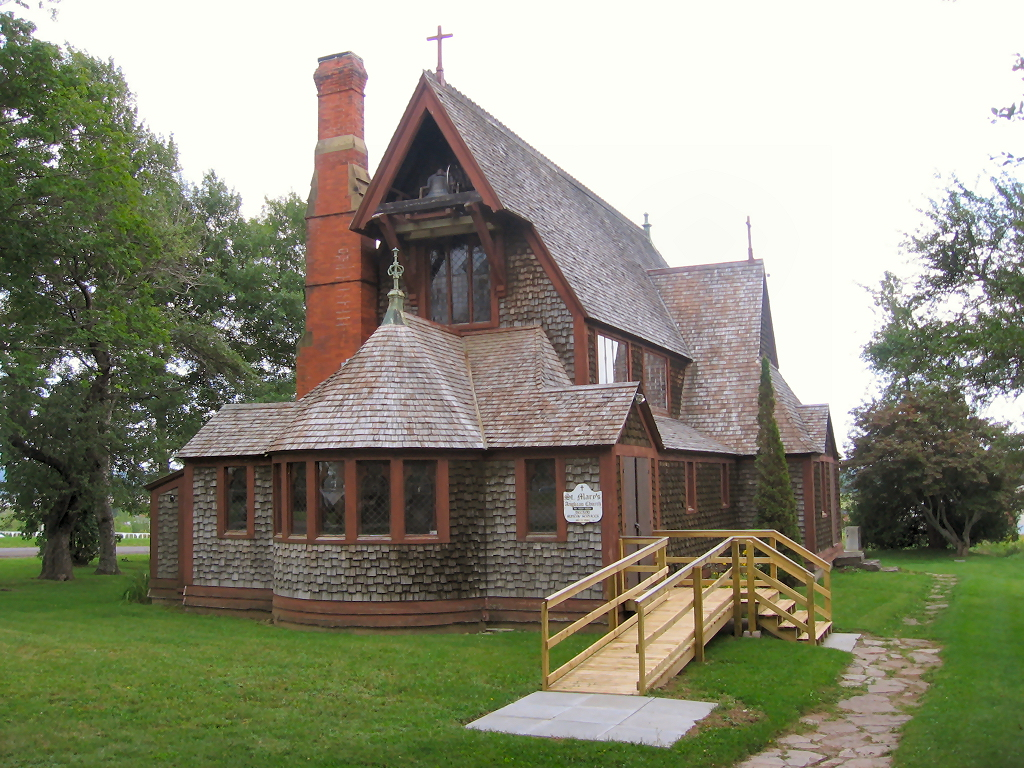
Saint Mary’s Anglican Church
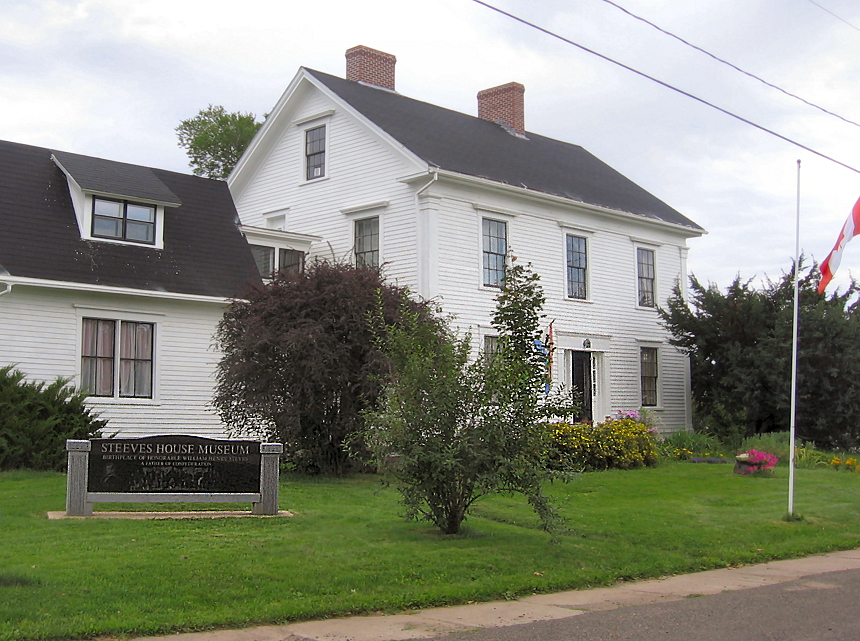
Steeves House

In Hillsborough sind auch das New Brunswick Railway Museum und das William Henry Steeves Museum angesiedelt.

## Söhne und Töchter der Stadt
- William Steeves, kanadischer Politiker